# Григорково
Григо́рково (рос. Григорково) — присілок у складі Дмитровського міського округу Московської області, Росія.

## Населення
Населення — 5 осіб (2010; 14 у 2002).
Національний склад (станом на 2002 рік):
- росіяни — 93 %